# Бой при Пеуахо
Бой при Пеуахо (исп. Batalla de Pehuajó), также известный как бой при Корралесе, произошёл 31 января 1866 года и был последним столкновением на аргентинской территории во время Парагвайской войны незадолго до наступления войск Тройственного Союза на территорию Парагвая.
После отступления парагвайской армии с территории Аргентины оборона Парагвая была сосредоточена на двух оборонительных позициях: с одной стороны, крепость Итапиру на правом берегу реки Парана с большим количеством пушек. С другой стороны, выше по течению реки Парагвай крепости Курупайти и Умайта препятствовали продвижению неприятельских флотов вдоль реки, а сухопутных армий — вдоль берега.
Парагвайские войска не ограничивались ожиданием наступления противника: группами по 200 и более человек они проводили непрерывные атаки на Корриентес. Они пересекли реку Парана на лодках или каноэ, и бразильская эскадра ничего не могла сделала, чтобы предотвратить вылазки. 
Наконец, 30 января президент Аргентины Бартоломе Митре решил наказать дерзких парагвайцев и послал им навстречу дивизию Буэнос-Айреса под командованием генерала Эмилио Конесы, насчитывавшую почти 1600 человек. Почти все они были гаучо из провинции Буэнос-Айрес, гораздо более подходящими для кавалерии, чем для пехоты.
На этот раз в высадке участвовало около 250 человек, и на следующий день за ними должно было последовать столько же. Продвинувшись на несколько километров, парагвайцы достигли Арройо-Пеуахо, на другой стороне которого находились загоны, где их поджидал генерал Конеса со своей дивизией. Парагвайцы узнали о присутствии противника и начали отход, после чего Конеса бросил свои войска в атаку на них.
Парагвайцы укрылись в лесу за ручьем и заняли оборонительную позицию, с которой в течение четырех часов вели огонь по аргентинским войскам. В то же время с побережья Парагвая было отправлено еще два подкрепления: вначале около 200 человек, а затем еще 700 человек. Аргентинские солдаты, непривычные к местности, подверглись массированному обстрелу со стороны парагвайских стрелков, укрытых в лесу и за ручьем. Митре, слышавший стрельбу из своего лагеря, не послал никаких подкреплений войскам Конесы. Только днем, после более чем четырехчасового боя, Митре приказал дивизии Конесы отступить. В результате боя аргентинские войска потеряли почти 900 человек убитыми и ранеными, парагвайцы всего 170.
С наступлением темноты парагвайцы снова совершили вылазку, но были вынуждены отступить, так как в этот район прибывала дивизия полковника Игнасио Риваса, посланная для поддержки Конесы.
Несмотря на одержанную победу, парагвайские войска не повторили подобного рода действий на территории Аргентины, несмотря на то, что до начала вторжения на территорию Парагвая прошло два с половиной месяца. Отчасти это изменение было связано с продвижением бразильской эскадры на несколько километров вверх по течению, которое помешало переправе на каноэ через проход перед Итапиру.
Последнее столкновение произошло у Корриентеса 10 апреля , когда бразильские войска заняли позиции на острове перед крепостью Итапиру и уничтожили парагвайскую дивизию, пытавшуюся вытеснить их оттуда. 17 апреля 1866 года союзные войска взяли крепость Итапиру, начав тем самым третью фазу войны.